# Міжнародний рік лісів (срібна монета)
«Міжнаро́дний рік лісі́в» — пам'ятна срібна монета номіналом 5 гривень, випущена Національним банком України, присвячена Міжнародному року лісів, яким ООН оголосила 2011 рік. Ліси — тип природних комплексів із відповідною рослинністю, тваринним світом, мікроорганізмами, що взаємопов'язані у своєму розвитку. Це одна зі складових національного природного багатства країни та вагома складова гармонійного життя людини.
Монету введено в обіг 24 листопада 2011 року. Вона належить до серії «Інші монети».

## Опис монети та характеристики
| Номінал грн. | Метал            | Маса, г       | Діаметр, мм | Якість виготовлення       | Гурт                           | Тираж, штук |
| ------------ | ---------------- | ------------- | ----------- | ------------------------- | ------------------------------ | ----------- |
| 5            | срібло 925 проби | 15,55 / 16,81 | 33,0        | спеціальний анциркулейтед | гладкий із заглибленим написом | 3 000       |

### Аверс
На аверсі монети розміщено: угорі малий Державний Герб України та напис півколом — «НАЦІОНАЛЬНИЙ БАНК УКРАЇНИ», у центрі — дві пташки, що сидять серед гілок на стилізованому гнізді, у центрі якого — Земля. Ця композиція символізує життя людства: як для пташки гніздо, так для людей Земля є домом. Унизу — рік карбування монети «2011» та напис півколом «П'ЯТЬ ГРИВЕНЬ».

### Реверс
На реверсі монети зображено руки-гілки, що тягнуться до сонця, по колу розміщено написи: «МІЖНАРОДНИЙ РІК ЛІСІВ» (угорі), «ЗБЕРЕЖЕМО ЗАРАДИ ЖИТТЯ» (унизу).

## Автори

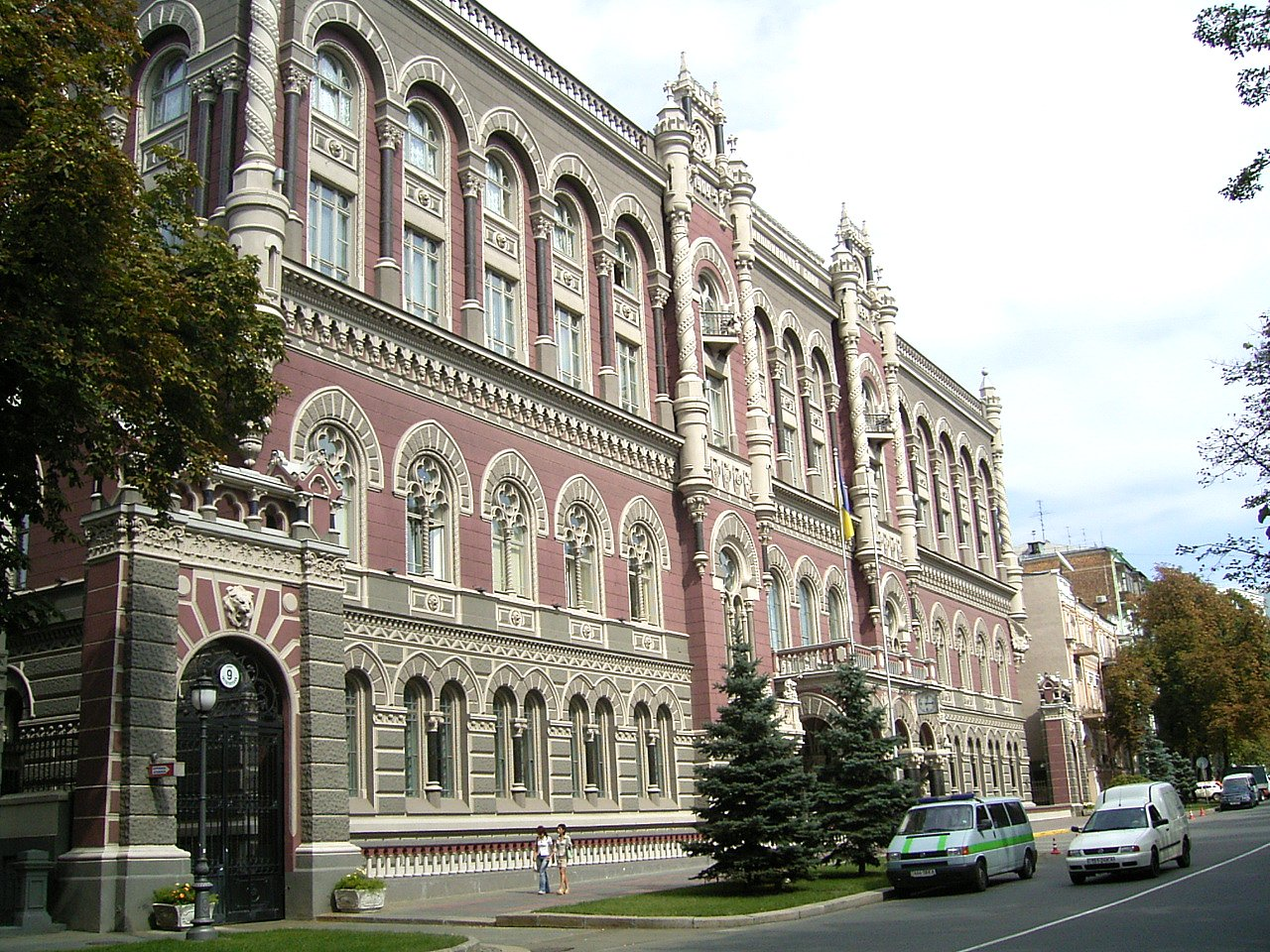
Будівля Національного банку України

- Художники: Таран Володимир, Харук Олександр, Харук Сергій.
- Скульптор — Іваненко Святослав.

## Вартість монети
Під час введення монети в обіг 2011 року, Національний банк України реалізовував монету через свої філії за ціною 390 гривень.
Фактична приблизна вартість монети з роками змінювалася так:
| Рік        | 2012 | 2013 | 2014 | 2015 | 2016 | 2017 | 2018 | 2019 | 2020 | 2021 | 2022  | 2023  | 2024  | 2025  |
| ---------- | ---- | ---- | ---- | ---- | ---- | ---- | ---- | ---- | ---- | ---- | ----- | ----- | ----- | ----- |
| Ціна, грн. | 550  | 500  | 400  | 400  | 550  | 630  | 710  | 710  | 660  | 920  | 1 000 | 1 400 | 1 900 | 2 150 |